# Lexikografi
Lexikografi är den vetenskapliga disciplin som studerar ordböcker och lexikon. Detta skall förstås i vid betydelse, då ämnet omfattar både teoretiskt och praktiskt arbete med lexikon.
Den teoretiska lexikografin (metalexikografin eller lexikologin) behandlar olika teoretiska principer för hur man gör ordböcker. I ämnet inkluderas även recensioner och kritik av lexikon. Den praktiska lexikografin syftar till att ta fram konkreta lexika.
Den teoretiska lexikografin kan delas in i tre områden:
1. Studier av användaren: utarbetande av teorier och undersökningsmetoder av hur lexikon faktiskt används, med avsikten att förbättra deras struktur.
2. Kritik av lexikon: utarbetande av teorier och recensionsmetoder för lexikon, samt framtagandet av faktiska recensioner av enskilda lexikon.
3. Systematisk lexikonforskning: utarbetande av nya teorierna eller förbättrande av existerande teorier med avsikt att kunna ta fram nya och förbättrade lexikon.

Lexikografin kan även indelas på andra sätt, till exempel efter hur många språk som lexikonet berör; enspråkiga respektive två- eller flerspråkiga lexikon eller efter lexikonets omfattning; allmänt lexikon respektive facklexikon.
Termen lexikografi används ibland synonymt med det närliggande ämnet lexikologi, läran om ordförrådet.